# Deux-Évailles

Deux-Évailles este o comună în departamentul Mayenne, Franța. În 2009 avea o populație de 207 de locuitori.